# آلیس وایت
آلیس وایت (انگلیسی: Alice White؛ ‏ ۲۴ اوت ۱۹۰۴ – ۱۹ فوریهٔ ۱۹۸۳) یک بازیگر سینما، و هنرپیشه اهل ایالات متحده آمریکا بود. وی بین سال‌های ۱۹۲۷ تا ۱۹۴۹ میلادی فعالیت می‌کرد.

## گزیده فیلمشناسی
- نمایش نمایش‌ها 01929)
- شوگرل (۱۹۲۸)
- زیبایی آمریکایی (۱۹۲۷)
- کبوتر (۱۹۲۷)